# Flores Old Ground
El Flores Old Polo Ground (tdl. ‘Viejo Campo de Polo de Flores') fue una pista de juego propiedad del extinto club homónimo, ubicado en la ciudad de Buenos Aires, Argentina Situado en el actual barrio de Caballito, lindante con las vías del Ferrocarril Oeste y el Estadio Ferro Carril Oeste, fue sede de numerosos encuentros de polo, rugby, fútbol y críquet disputados por el Flores Athletic Club. Asimismo, en este escenario se disputó la primera final de la Primera División de Argentina, en el año 1891.

## Historia
En los años 1860 existía una gran comunidad británica en los barrios porteños de Caballito y Flores, quienes en su mayoría eran burgueses. Solían pasar los veranos en las quintas de Barracas, Belgrano y Flores, siendo este último el lugar favorito de las clases altas de Argentina para sus tiempos de ocio. En esa zona se habían erigido algunos palacios, tales como Miraflores (actual Galería Boyacá) o Las Lilas (actual escuela técnica Fernando Fader).

El campo de juego lo podemos situar en las proximidades de las instalaciones deportivas actuales del Club Ferrocarril Oeste, sobre la calle Avellaneda, por un lado, y las vías del Ferrocarril del Oeste por el otro, zona que el progreso ha modificado con su avasalladora acción
Walter Ford, exjugador del primer partido de polo registrado en Argentina, durante una entrevista realizada por Francisco Ceballos en los años 1940.

Flores Athletic Club se estableció en el mismo terreno donde se había jugado el primer partido de polo argentino en 1875. Era un estadio multiusos, que fue utilizado por equipos de polo, rugby y fútbol que poseía el club durante el final del siglo XIX. El Old Ground —como así se lo denominaba— fue sede de otros eventos que no involucraban al club, siendo la localía del también extinto Buenos Aires Football Club (no debe confundirse con el BAFC) en 1891. Además, en el Old Gound se disputó la primera final del fútbol argentino entre St. Andrew's y Old Caledonians.
El Old Ground fue utilizado como sede del Rugby (ya que el Flores Athletic Club fue uno de los miembros fundadores de la Unión Argentina de Rugby) y Polo en la institución. El primer partido de rugby disputado por Flores Athletic Club fue el 19 de julio de 1892 contra Buenos Aires Football Club en el Old Ground.
En 1900, el Old Ground fue sede de la final de la Cup Tie Competition,en la que se enfrentaron Belgrano Athletic Club y Rosario Athletic Club. El vencedor fue el primero por 2 a 0.  También lo sería de la Cup Tie Competition 1904, en la que Rosario Athletic Club derrotó al Central Uruguay Railway Cricket Club por 3 a 2.
En 1907 se disolvió el Flores Athletic Club y vendió algunas de sus instalaciones al Club Ferro Carril Oeste. El acuerdo incluía a dos canchas, pero no está claro si el Old Ground fue parte de la transacción.